# Hans Lobbes
Hans Friedrich Lobbes (* 27. April 1896 in Belzig, † 16. Oktober 1965 in Berlin) war ein deutscher Polizeibeamter und SS-Führer.

## Biografie
Lobbes trat nach dem Ersten Weltkrieg in die Kriminalpolizei ein. Zum 1. Mai 1933 schloss er sich der NSDAP an (Mitgliedsnummer 1.867.556). Aufsehen erregte Lobbes 1934 als Leiter der Mordkommission der Berliner Kriminalpolizei bei den Ermittlungen gegen den Kindermörder Adolf Seefeldt, der zwischen 1933 und 1935 mindestens zwölf Knaben missbraucht und umgebracht haben soll. Später wurde Lobbes ins Reichskriminalpolizeiamt (RKPA) berufen. Nach der Gründung des Reichssicherheitshauptamtes übernahm er als Regierungs- und Kriminalrat die Leitung des Referates V B 1 (Kapitalverbrechen) in der Amtsgruppe V (Reichskriminalpolizei). Später führte er die Einsatzabteilung des RKPA und somit die Exekutive der gesamten deutschen Kriminalpolizei.
Nach dem sogenannten Bürgerbräu-Attentat auf Adolf Hitler im November 1939 wurde Lobbes von Arthur Nebe in die Sonderkommission zur Aufklärung des Attentates berufen. Er leitete die Tatortkommission, während Franz Josef Huber die Leitung der so genannten Täterkommission übernahm. Lobbes gelang es bei den Ermittlungen unter anderem den Uhrentypus, der als Zünder der Bombe, die bei dem Mordanschlag benutzt worden war, zu identifizieren, so dass der Käufer der Uhr und somit der Täter Georg Elser identifiziert werden konnte.
Im August 1944, wenige Wochen nach dem gescheiterten Attentat vom 20. Juli 1944, wurde Lobbes verdächtigt, in das Staatsstreichunternehmen verwickelt gewesen zu sein und von seinen Gestapokollegen verhaftet. Bei seiner Vernehmung gab er an, dass Nebe am 15. Juli 1944 Beamte im Geheimen Staatspolizeiamt bereitgestellt hätte, die das Amt nach einem erfolgreichen Attentat auf Hitler im Auftrag der Putschregierung in deren Gewalt hätten bringen sollen.
1951 wurde Hans Lobbes neben neun weiteren ehemaligen Spitzenbeamten des Reichskriminalamtes zum Aufbau des neu zu schaffenden Bundeskriminalpolizeiamtes berufen. Man wollte trotz ihrer braunen Vergangenheit nicht auf ihre Kenntnisse verzichten und eine zentralisierte Polizei mit weitreichenden exekutiven Befugnissen schaffen, wie sie bereits im Dritten Reich erfolgreich bei der Verbrechensbekämpfung funktioniert hatte.

## Familie
Lobbes war seit 1922 verheiratet mit Gertrud, geborene Rammin, mit der er die Tochter Ingrid (* 12. Mai 1926 in Berlin) hatte.